# Xena (Heilige)

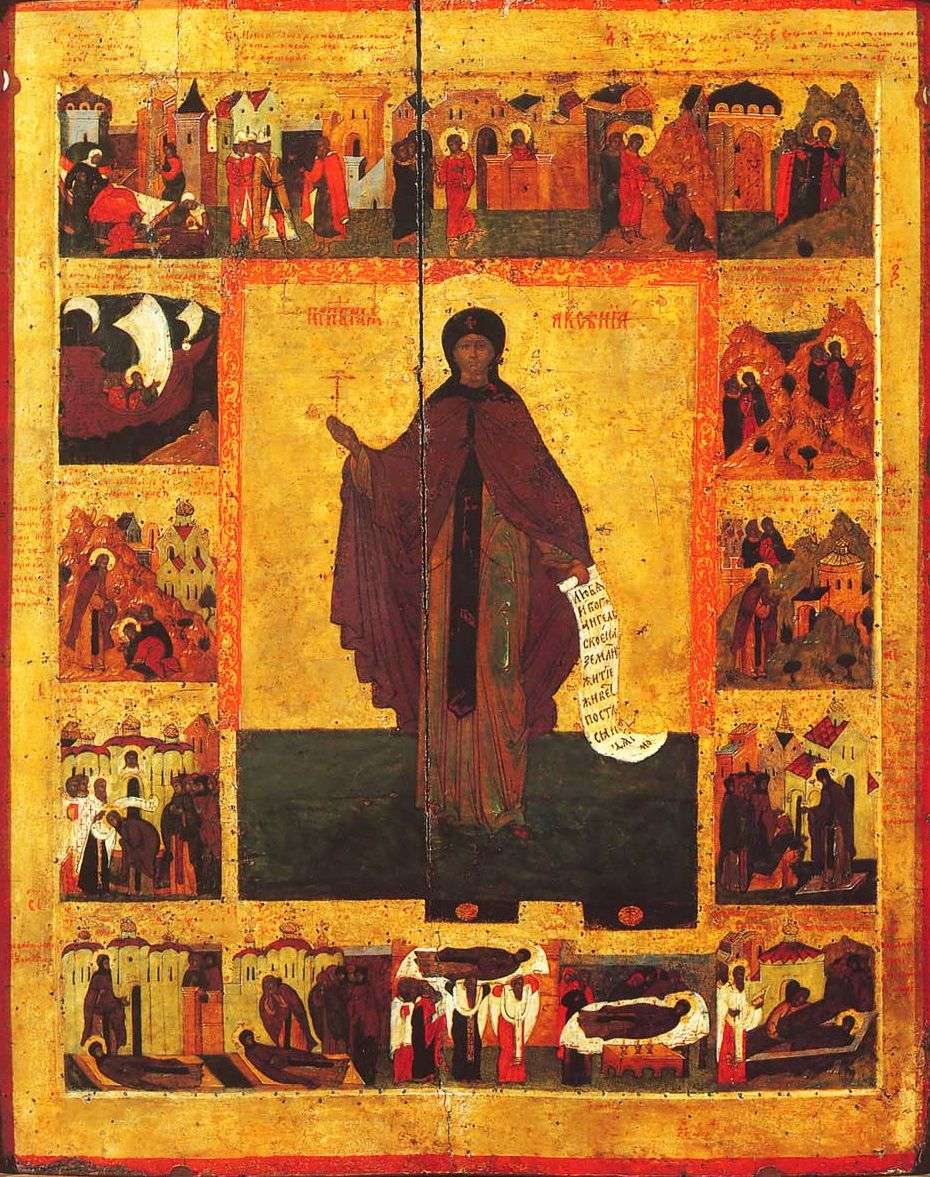
St. Xenia mit Szenen aus ihrem Leben, russische Ikone (1551)

Xena (auch Xenia, Xeni; * in Rom; † möglicherweise um 450 in Mylasa, Karien) ist eine Heilige der orthodoxen Kirchen. Sie lebte im 5. Jahrhundert.

## Leben
Xena entstammte einer wohlhabenden Familie und wurde in Rom geboren. Ihre Eltern gaben ihr den Namen Eusebia, was „in rechter Demut“ bedeutet, sie selbst nannte sich Xena („die Fremde“).
Sie floh am Tag der aufgezwungenen Hochzeit mit ihren beiden Hausangestellten. Durch die Führung des Mönches Paulus, der sie auf der Insel Kos zum Christentum bekehrte, erreichte Xena die Festung Mylasa in Karien. Hier baute sie eine Kirche, die sie dem heiligen Stephanus weihte, und lebte mit ihren beiden Sklavinnen in strenger Askese.
Sie wird dargestellt mit Sternen über ihrem toten Leib.
Ihr Gedenktag in der orthodoxen Tradition ist der 24. Januar, und armenisch der 27. Dezember oder 30. Dezember.